# ISS-Expedition 48
ISS-Expedition 48 ist die Missionsbezeichnung für die 48. Langzeitbesatzung der Internationalen Raumstation (ISS). Die Mission begann mit dem Abkoppeln des Raumschiffs Sojus TMA-19M von der ISS am 18. Juni 2016 und endete mit dem Abkoppeln von Sojus TMA-20M am 6. September 2016.

## Mannschaft
Übernommen von ISS-Expedition 47:
- Jeffrey Nels Williams (4. Raumflug), Kommandant (USA/NASA, Sojus TMA-20M)
- Alexei Nikolajewitsch Owtschinin (1. Raumflug), Bordingenieur (Russland/Roskosmos, Sojus TMA-20M)
- Oleg Iwanowitsch Skripotschka (2. Raumflug), Bordingenieur (Russland/Roskosmos, Sojus TMA-20M)

Zusätzlich ab 9. Juli 2016:
- Anatoli Alexejewitsch Iwanischin (2. Raumflug), Bordingenieur (Russland/Roskosmos, Sojus MS-01)
- Takuya Ōnishi (1. Raumflug), Bordingenieur (Japan/JAXA, Sojus MS-01)
- Kathleen Rubins (1. Raumflug), Bordingenieurin (USA/NASA, Sojus MS-01)[1]

Am Tag vor dem Abdocken von Sojus TMA-20M mit Owtschinin, Skripotschka und Williams übernahm Iwanischin das ISS-Kommando. Zusammen mit Ōnishi und Rubins bildete er die anfängliche Crew der nachfolgenden Expedition 49.

### Ersatzmannschaft
Seit Expedition 20 wird wegen des permanenten Trainings für die Besatzungen keine offizielle Ersatzmannschaft mehr bekanntgegeben. Inoffiziell gelten die Backup-Crews der beiden Sojus-Zubringerraumschiffe TMA-20M und MS-01 (siehe dort) als Ersatzmannschaft der Expedition 48. In der Regel kommen diese Crews dann jeweils zwei Missionen später selbst zum Einsatz.

## Missionsbeschreibung

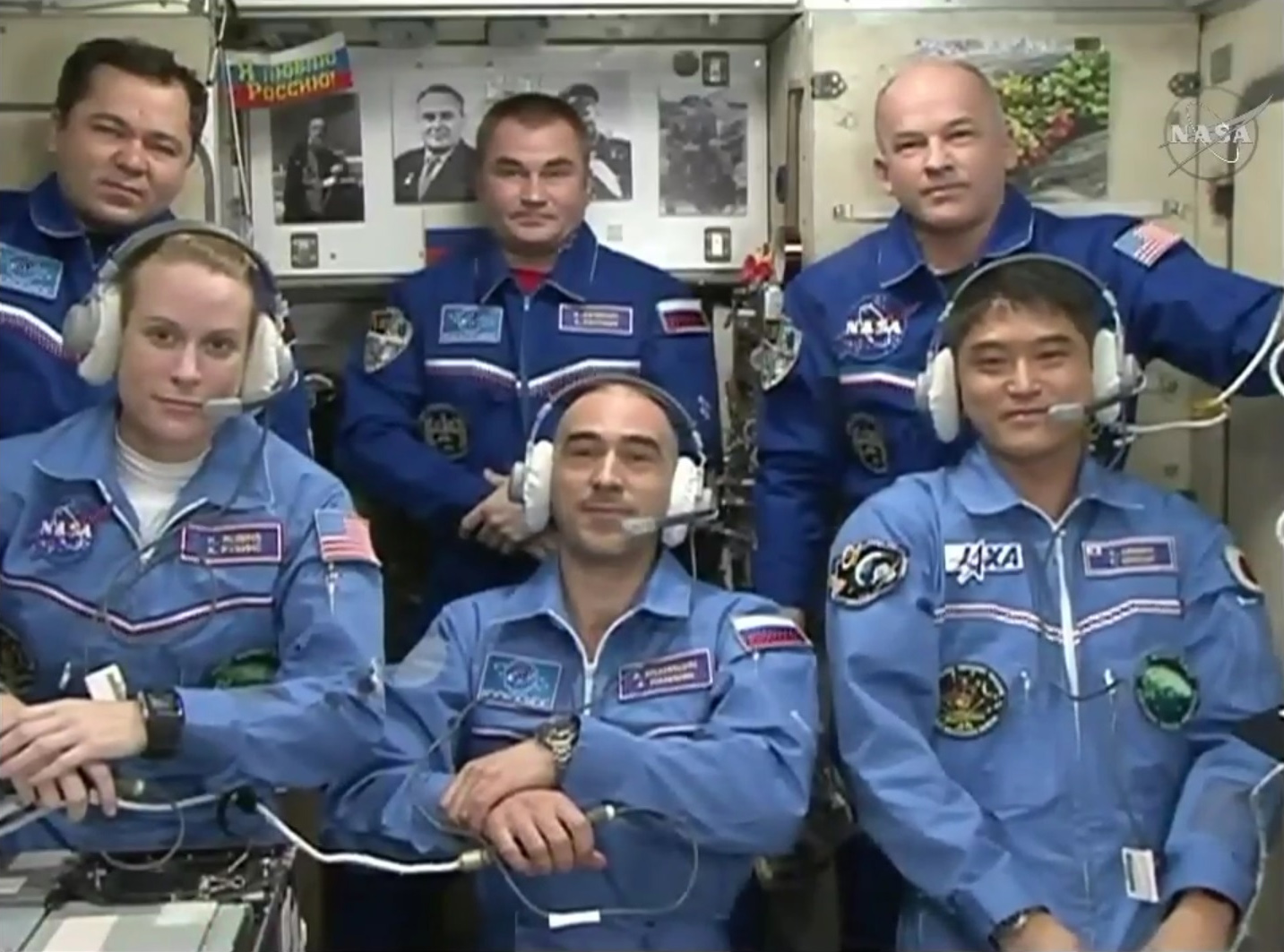
Aufnahme der Besatzung vom 9. Juli 2016

### Frachtverkehr
Am 1. Juli 2016 testeten Alexei Owtschinin and Oleg Skripotschka mit dem Raumfrachter Progress MS-01 das aufgerüstete TORU-System (Telerobotically Operated Rendezvous Unit) mit den neuen Systemen der Sojus/Progress-MS-Baureihe. Dazu setzte der Frachter automatisch 200 m von seinem Dockingport am Pirs-Modul zurück und wurde dann von den beiden Kosmonauten manuell mit der TORU-Konsole wieder angedockt.
Am 3. Juli um 03:38 UTC legte der Frachter Progress MS-01 endgültig vollbeladen mit Abfall von der ISS ab und wurde über dem Pazifischen Ozean zum Verglühen gebracht.
Am 19. Juli um 00:20 UTC koppelte Progress MS-03 an das Pirs-Modul an. Der Frachter soll sechs Monate mit der ISS verbunden bleiben, ehe er Mitte Januar 2017 mit Abfall beladen abgekoppelt und über den Südpazifik zum Verglühen gebracht wird.
Das Raumschiff Dragon CRS-9 erreichte die ISS am 20. Juli und wurde von Jeff Williams und Kathleen Rubins mithilfe des Canadarm2-Roboterarms am Harmony-Modul befestigt. Zur Fracht gehörte auch der erste von zwei International Docking Adaptern (IDA), mit denen die Ankopplung kommerzieller bemannter und unbemannter Raumschiffe im Rahmen des NASA Commercial Crew Program möglich sein wird. Eigentlich hätte schon im Juni 2015 der erste IDA (IDA-1) mit der CRS-7-Mission zur ISS gebracht werden sollen. Nach dem Fehlstart der Falcon 9 Rakete wurde jedoch beschlossen, zuerst IDA-2 loszuschicken und dann den neugebauten IDA-3 nachzuschicken.
Am 26. August um 10:11 UTC wurde Dragon CRS-9 von Kate Rubins und Takuya Ōnishi mithilfe des Canadarm2-Roboterarms vom Harmony-Modul gelöst und in einer eigenen Umlaufbahn ausgesetzt. Die Wasserung im Pazifik erfolgte um 15:47 UTC.

### Außenbordarbeiten
Am 19. August befestigten Kate Rubins und Jeff Williams im Rahmen einer EVA den International Docking Adapter 2 am PMA-2 Adapter. Daran können die privat betriebenen Raumschiffe CST-100 Starliner und Dragon V2 im Rahmen des kommerziellen Crewaustauschs an der ISS ankoppeln. Das erste Docking fand im März 2019 beim unbemannten Testflug SpX-DM1 statt.
Am 1. September unternahmen Kate Rubins und Jeff Williams einen zweiten Außeneinsatz. Neben Wartungsarbeiten an Experimenten flickten sie auch ein Leck im Kühlsystem der Station. Weiterhin installierten sie die erste von mehreren hochauflösenden TV-Kameras. Diese sollen künftig zur Beobachtung von Außenbordarbeiten sowie an- und abfliegenden Raumschiffen genutzt werden.